# Casas Consistoriales Altas
Las Casas Consistoriales Altas fueron la sede del concejo de la ciudad de Baeza entre fines del siglo XV y 1838. Están ubicadas intramuros de la ciudad, definiendo el lado Este de la plaza de Santa María, a la vez que comparten medianería con la s. i. catedral. Para Molina Hipólito “es sin duda uno de los edificios de más solera de la ciudad”. Forma parte del conjunto monumental renacentista de Baeza, que junto con el de Úbeda, fue declarado Patrimonio de la Humanidad por la Unesco en 2003.

## Historia
Desaparecido el concejo abierto o asamblea de todos los vecinos (cuyas sesiones públicas debían de celebrarse en la misma plaza de Santa María) dicha asamblea fue sustituida por un consejo de notables puesto bajo la supervisión de un corregidor o representante directo de la corona. A fines del siglo XV o comienzos del siglo XVI, ese concejo municipal aún carecía de asiento fijo para sus reuniones, por lo que le fue cedida para tal efecto la casa solariega de los Cabrera, de la que tomó posesión el concejo sin más reformas. En aquel momento, la casa tan solo ocupaba el espacio de fachada que, partiendo del rincón compartido con la catedral, queda comprendido entre las dos primeras torrecillas ornamentales.
Algo antes, según Gonzalo Argote de Molina en su Nobleza del Andaluzía, el caballero baezano Gil Bayle de Cabrera (que habitó esta casa) siendo muy rico en tierras y bienes, puso un letrero en la puerta de su castillo que decía: "De río a río todo es mío. Esta tierra es de Gil Bayle, que ni morirá de sed ni hambre". Sucedió que yendo de montería cayó en una sima y no pudiendo salir de ella pereció de aquello mismo que presumió que no le mataría.
En 1511, ya el edificio bajo propiedad del concejo, hay una petición de recursos, pues las casas del cabildo «estaban mal reparadas y para se caer». Inmediatamente se emprende la reforma del antiguo palacio, que se termina en 1526 incluyendo su ampliación hacia el norte con un nuevo volumen edificado de más altura. El interior volvió a ser transformado en una restauración llevada a cabo en 1773, y a partir de 1838, con el traslado del consistorio municipal al antiguo palacio del corregidor el edificio queda convertido en sede del archivo municipal hasta 1970. Tras décadas sin ocupación, desde 1991 pasa de nuevo a ser utilizado por un tiempo como conservatorio de música bajo el nombre del baezano Bartolomé Ramos Pareja. En la actualidad, de nuevo vacante, sigue a la espera de una nueva función y de las correspondientes obras de rehabilitación.

## Descripción

### Exterior

Armas de Juana I y Felipe I de Castilla.

- El volumen constructivo más antiguo (delimitado en su fachada oeste por dos torrecillas ornamentales) abre en su cuerpo inferior una puerta gótica conopial de grandes dovelas enmarcada por imposta y dos molduras verticales que llegan hasta el suelo. En su segundo cuerpo hay dos bellas ventanas igualmente góticas, ajimezadas, con guarnición vegetal; entre ellas, enmarcadas, las armas de doña Juana la Loca y de don Felipe el Hermoso;[8] y a ambos lados, también enmarcados, dos escudos de la ciudad. Bajo la cornisa de esta fachada, aún se ven las anillas que, al menos desde 1714, servían para sostener el toldo que se colocaba el día del corpus christi.

- El cuerpo norte, más elevado (y construido entre 1511 y 1526) cuenta en su fachada oeste con una nueva torrecilla que arranca de una linda ménsula con cinco cabezas y, en su segundo cuerpo con una ventana gótica sin antepecho, rodeada de los siguientes escudos: sobre ella las armas del emperador Carlos V, a la izquierda las de la ciudad y a la derecha las propias del corregidor Álvaro de Lugo (composición heráldica que se repite a lo largo del siglo XVI en los edificios públicos baezanos). En su fachada norte, hay un solo hueco rectangular enmarcado por columnas torsas con pináculos y un tímido frontón con estrías curvas en su tímpano; otra vez el escudo imperial y dos más de Baeza.[9] La gran cruz con corona de laurel que ocupa el cuerpo inferior de esta fachada fue erigida en 1939 como monumento funerario a los caídos nacionales de la guerra civil.

### Interior
El vestíbulo del piso bajo se halla cubierto por una buena techumbre policromada del siglo XVI. La puerta de ingreso al piso alto conserva aún las yeserías primitivas. Ambas salas fueron transformadas en la restauración de 1773 y decoradas con grandes y barrocos escudos de los Borbones y de la ciudad. En la sala que da al norte se conserva el armario de tres llaves, empotrado, con buenas tallas del XVI, donde se guardaban los padrones de la nobleza baezana, depositados hoy en el Archivo Histórico Municipal (antiguo hospital de san Antón).